# Suzanne Branner
Suzanne Kathrine Branner, född 29 juli 1950 i Stockholm, är en svensk filmare. 
Branner, som är dotter till regissören Per-Axel Branner och skådespelaren Gunn Wållgren, utexaminerades från Poppius journalistskola 1970 och studerade även vid Stockholms universitet. Hon har medverkat i en rad svenska filmer, bland annat som produktionschef, produktionsledare och inspelningsledare. Hon har även varit verksam som fri filmare och samarbetat med Stefan Jarl. Hon har varit styrelseledamot i Folkets bios riksförening, styrelseledamot i Filmcentrum och var ordförande i Svenska Kvinnors Filmförbund 1987–1988.